# 蓋斑海豬魚
蓋斑海豬魚，為輻鰭魚綱鱸形目隆頭魚亞目隆頭魚科的其中一種，分布於印度洋太平洋海域，棲息深度10-55公尺，體長可達24公分，棲息在礫石區或陡峭礁壁，生活習性不明，可作為觀賞魚。